# Белокосков, Василий Евлампиевич
Василий Евлампиевич Белокосков (13 (25) апреля 1898 года — 21 октября 1961 года) — советский военачальник, генерал-полковник (1944).

## Биография
Родился в деревне Клопузово, в семье крестьянина. Учился в Коротовском общеобразовательном училище, затем окончил в 1914 году Череповецкое техническое училище, работал в Череповце столяром, затем в Петрограде на заводе. Во время Первой мировой войны призван в Русскую императорскую армию. В составе драгунского полка воевал на Западном фронте, после Октябрьской революции вернулся в Череповец.

### Гражданская война
В 1917—1918 годах был членом Череповецкого губисполкома. В 1918 году вступил в РККА, был назначен военкомом Череповецкой губернской военно-инженерной дистанции, участвовал в подавлении Шекснинского восстания, затем был военным инструктором. Осенью 1919 года командовал батальоном на Северном фронте, воевал с иностранными интервентами и белогвардейцами генерала Юденича. С 1919 года — член ВКП(б). Помощником военкома, затем военкомом 1-го Советского конного полка воевал с поляками на Юго-Западном фронте, в боях под Гродно был ранен. В марте 1921 года участвовал в подавлении Кронштадтского мятежа. За храбрость и мужество был награждён Орденом Красного Знамени.

### Между войнами
После войны член Псковского губкома, в качестве уполномоченного Реввоенсовета принимал участие в установлении советско-латвийской границы. Потом вновь служил в РККА, в 1922—1925 годах военком кавалерийского полка 7-й Самарской кавалерийской дивизии (где познакомился с Г. К. Жуковым), затем военком бригады, в 1926 году – командир и военком отдельного эскадрона. В 1926 году окончил кавалерийские курсы усовершенствования старшего начсостава, после их окончания назначен помощником, с ноября 1929 года — командиром и военкомом 33-го кавалерийского Северо-Донского полка 6-й Чонгарской кавалерийской дивизии, с 10 января 1934 года — помощник командира той же дивизии. Избирался депутатом Минского горсовета.
В мае 1935 года назначен командиром 27-й кавалерийской дивизии 3-го кавалерийского корпуса. В 1937 году командиром корпуса был назначен Г. К. Жуков, который через неделю после назначения узнал, что В. Е. Белокоскова собираются исключить из партии и, возможно, арестовать. Жуков немедленно выехал в дивизию, позже в мемуарах вспоминал: 

В штабе дивизии меня встретил В. Е. Белокосков. Я поразился его внешним видом. Он был чрезмерно бледен, под глазами залегли темные впадины, губы нервно подергивались после каждой короткой фразы. Я спросил:
— Василий Евлампиевич, что с вами? Я ведь вас хорошо знаю по 7-й Самарской кавдивизии, где вы отлично работали, были уважаемы всей парторганизацией, а теперь просто не узнать. В чём дело? 
— Идемте, товарищ командир корпуса, на партсобрание, там сегодня меня будут исключать из партии, а что будет дальше — мне все равно. Я уже приготовил узелок с бельем. 
Началось партсобрание. Повестка дня: персональное дело коммуниста Белокоскова Василия Евлампиевича...Суть дела: коммунист Белокосков был в близких отношениях с врагами народа Сердичем, Юнгом, Уборевичем и другими, а потому он не может пользоваться доверием партии. Кроме того, Белокосков недостаточно чутко относится к командирам, политработникам, слишком требователен по службе.— Г. К. Жуков. Воспоминания и размышления
 Дело казалось решённым, но Г. К. Жуков вступился за обвиняемого, нашёл нужные слова, изменившие настроение партсобрания. В итоге В. Е. Белокоскову просто предложили учесть в дальнейшей работе выступления собравшихся.
В 1938 году назначен начальником снабжения Киевского военного округа (КОВО). В мае 1940 года, когда командующим округом становится Г. К. Жуков, назначается его помощником по ВУЗам.

### Великая Отечественная война
В начале Великой Отечественной войны — адъютант при наркоме обороны С. К. Тимошенко. В июле 1941 года, когда С. К. Тимошенко был назначен командующим Западным фронтом и главкомом Западного направления, оставался при нём адъютантом, был ранен осколком при обстреле немцами штаба Западного фронта. С марта 1942 года — заместитель начальника Главного управления тыла РККА А. В. Хрулёва.
В мае 1942 года направлен на фронт уполномоченным представителем Ставки с заданием обеспечить эвакуацию из Воронежа двадцати госпиталей, вывезти запасы масла, продовольствия и бензина, так же ему было поручено помочь Юго-Западному фронту со снабжением. С заданием справился успешно.
В августе 1942 года направлен уполномоченным представителем Ставки в Сталинград, на это раз с заданием помочь организовать службу тыла во вновь создаваемом Юго-Восточном фронте. В Сталинграде ему пришлось решать проблемы со снабжением сразу двух новых фронтов — Юго-Восточного и Сталинградского. Он выполнил и это задание. В дальнейшем занимался сходными проблемами и на других фронтах.
В связи с расширением численности автодорожных войск с начала войны, 17 июня 1943 года решением ГКО Главное управление автотранспортной и дорожной службы было разделено на два главных управления — автомобильное и дорожное, во всех фронтах и армиях были созданы соответствующие управления и отделы автомобильной и дорожной службы, а он был назначен начальником Главного автомобильного управления РККА. Под его руководством организовывалась автомобильная служба в центре и на фронтах, осуществлялись автомобильные перевозки войск и грузов, эвакуация и ремонт автомобилей, формирование автомобильных частей и соединений,снабжение фронтов автомобильной техникой и имуществом, а также создание ремонтных частей и баз. В октябре 1943 года вернулся заместителем к А. В. Хрулёву, ставшему начальником тыла Вооруженных Сил. Теперь в ведении В. Е. Белокоскова оказалось всё дорожное строительство и автодорожное хозяйство. Проработал на этой должности до 1949 года.
В 1949—1958 годах — заместитель министра обороны СССР по строительству и расквартированию войск, с 1958 года — в Группе генеральных инспекторов Министерства обороны СССР.
Умер в Москве. Похоронен на Новодевичьем кладбище.

## Звания
- Комбриг (26.11.1935)
- Комдив (17.02.1939)
- Генерал-майор (4.06.1940)
- Генерал-лейтенант (19.01.1943)
- Генерал-полковник (11.05.1944)

## Награды
- два Ордена Ленина (18.09.1943, 21.02.1945)
- четыре ордена Красного Знамени (22.02.1938, 3.11.1944, ...)[13]
- Орден Суворова 2-й степени (01.08.1944)
- Орден Трудового Красного Знамени (24.04.1958)[14]
- Орден Красной Звезды (16.08.1936).
- Юбилейная медаль «XX лет Рабоче-Крестьянской Красной Армии» (1938)
- Медаль «За оборону Москвы»
- Медаль «За оборону Сталинграда»
- Медаль «За победу над Германией в Великой Отечественной войне 1941—1945 гг.»
- Медаль «За победу над Японией»
- Другие медали СССР
- Иностранный орден